# Liste der Biografien/Dut
Liste der Biografien |
Portal Biografien |
Personensuche
# |
A |
B |
C |
D |
E |
F |
G |
H |
I |
J |
K |
L |
M |
N |
O |
P |
Q |
R |
S |
T |
U |
V |
W |
X |
Y |
Z |
?
 
Da |
Db |
Dc |
Dd |
De |
Dg |
Dh |
Di |
Dj |
Dk |
Dl |
Dm |
Dn |
Do |
Dq |
Dr |
Ds |
Du |
Dv |
Dw |
Dy |
Dz
 
Dua |
Dub |
Duc |
Dud |
Due |
Duf |
Dug |
Duh |
Dui |
Duj |
Duk |
Dul |
Dum |
Dun |
Duo |
Dup |
Duq |
Dur |
Dus |
Dut |
Duu |
Duv |
Duw |
Dux |
Duy |
Duz
Die Liste der Biografien führt alle Personen auf, die in der deutschsprachigen Wikipedia einen Artikel haben. Dieses ist eine Teilliste mit 167 Einträgen von Personen, deren Namen mit den Buchstaben „Dut“ beginnt.

## Dut

### Duta
- Duță, Laurențiu (* 1976), rumänischer Musikproduzent, Sänger und Songwriter
- Dutacq, Amédée (1848–1929), französischer Komponist
- Dutamby, Stuart (* 1994), französischer Sprinter

### Dutc
- Dutch, Oswald (1894–1983), österreichisch-britischer Journalist und Schriftsteller
- Dutchavelli, britischer Rapper

### Dute
- Duteil, Francis (1947–2016), französischer Radrennfahrer
- Duteil, Yves (* 1949), französischer Liederautor, Komponist, Sänger und Kulturaktivist
- Dutens, Joseph-Michel (1765–1848), französischer Bauingenieur und Nationalökonom
- Dutens, Louis (1730–1812), französischer Schriftsteller
- Duterque, Robert (1907–1945), französischer Widerstandskämpfer
- Dutert, Charles Louis Ferdinand (1845–1906), französischer Architekt
- Duterte, Rodrigo (* 1945), philippinischer PolitikerRodrigo Duterte (* 1945)

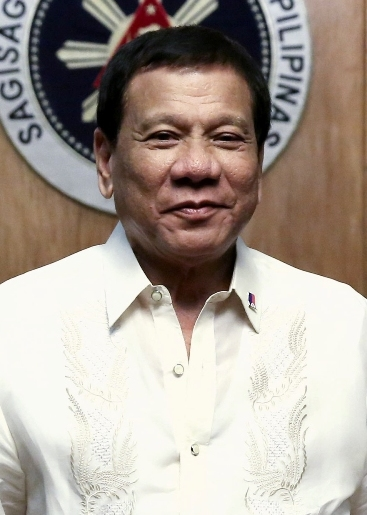
Rodrigo Duterte (* 1945)

- Duterte, Sara (* 1978), philippinische Kommunalpolitikerin, Bürgermeisterin der Stadt Davao City, Philippinen
- Dutertre, Annette (* 1961), französische Filmeditorin
- Duteurtre, Benoît (1960–2024), französischer Musikkritiker und Schriftsteller

### Dutf
- Dutfoy, Louis (1860–1904), französischer Sportschütze

### Duth
- Dutheil, Raoul (* 1901), französischer Fußballspieler und -trainer
- Dutheillet de Lamothe, Olivier (* 1949), französischer Verwaltungsjurist und Richter
- Duthie, Augusta Vera (1881–1963), südafrikanische Botanikerin
- Duthoit, Aimé (1803–1869), französischer Bildhauer, Zeichner und Dekorateur
- Duthoit, Isabelle (* 1970), französische Jazz- und Improvisationsmusikerin
- Duthoit, Louis (1807–1874), französischer Bildhauer, Zeichner und Dekorateur
- Duthweiler, Tobias, deutscher Pokerspieler

### Duti
- Dutilleul, François-Ernest (1825–1907), französischer Politiker
- Dutilleul, Roger (1873–1956), französischer Industrieller und Kunstsammler
- Dutilleux, Constant (1807–1865), französischer Maler, Graphiker und Graveur des Impressionismus
- Dutilleux, Henri (1916–2013), französischer KomponistHenri Dutilleux (1916–2013)

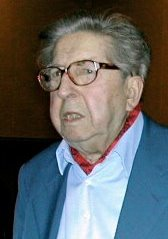
Henri Dutilleux (1916–2013)

- Dutilleux, Jean-Pierre (* 1949), belgischer Autor und Schriftsteller

### Dutk
- Dutka, Czesław Paweł (1936–2020), polnischer Philologe
- Dutka, Edgar (* 1941), tschechischer Drehbuchautor, Regisseur und Dramaturg
- Dutka, Rafał (* 1985), polnischer Eishockeyspieler
- Dutkiewicz, Adam (* 1977), US-amerikanischer Musiker und Produzent
- Dutkiewicz, Andrzej (* 1942), polnischer Komponist, Pianist und Musikpädagoge
- Dutkiewicz, Artur (* 1958), polnischer Jazzmusiker (Piano, Komposition)
- Dutkiewicz, Ewa (* 1978), deutsche Prähistorikerin
- Dutkiewicz, Rafał (* 1959), polnischer Mathematikingenieur, Philosoph und Stadtpräsident von Breslau
- Dutkiewicz-Emmerich, Pamela (* 1991), deutsche Leichtathletin

### Dutl
- Dutli, Ralph (* 1954), Schweizer Schriftsteller, Lyriker, Essayist und Übersetzer
- Dutli-Rutishauser, Maria (1903–1995), Schweizer Schriftstellerin

### Duto
- Dutoit, Schweizer Basketballspielerin
- Dutoit, André (1913–2002), Schweizer Maschinenbauingenieur und Hochschullehrer
- Dutoit, Annie (* 1970), Schweizer Literaturwissenschaftlerin, Hochschullehrerin, Rezitatorin, Schauspielerin und Musikjournalistin
- Dutoit, Charles (* 1936), Schweizer DirigentCharles Dutoit (* 1936)

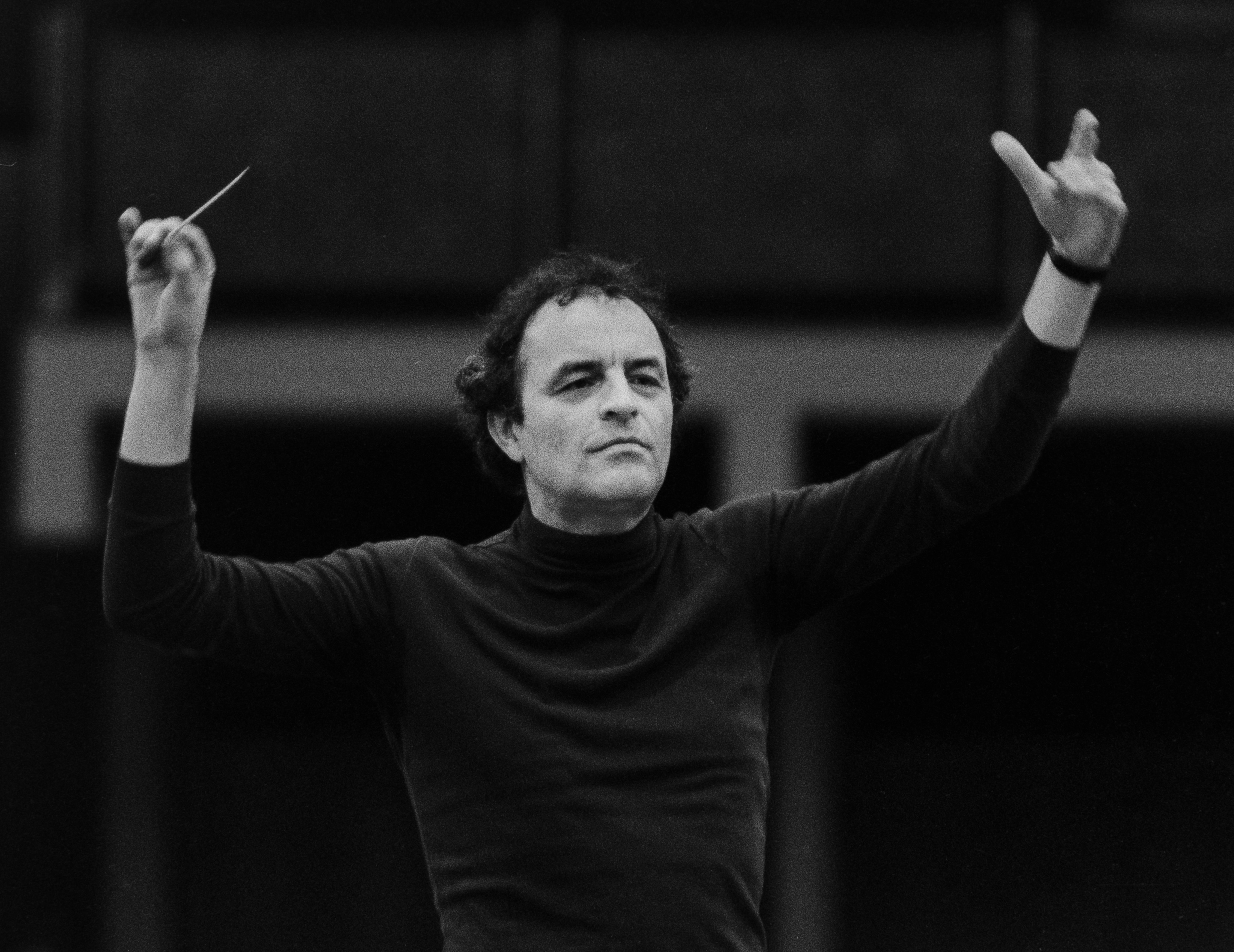
Charles Dutoit (* 1936)

- Dutoit, Eugénie (1867–1933), Erste Schweizerin mit Doktortitel in Philosophie, Lehrerin und Frauenrechtlerin aus dem Kanton Bern
- Dutoit, Frédéric (* 1956), französischer Politiker, Mitglied der Nationalversammlung
- Dutoit, Henri-Édouard (1873–1953), französischer römisch-katholischer Geistlicher und Bischof
- Dutoit, Isabelle (* 1975), deutsche Malerin
- Dutoit, Julius (1872–1958), deutscher Gymnasiallehrer und Übersetzer
- Dutoit, Lucy (1868–1937), Schweizer Lehrerin und Frauenrechtlerin
- Dutoit, Robert (1928–2003), französischer Autorennfahrer
- Dutoit-Membrini, Jean-Philippe (1721–1793), Schweizer evangelischer Mystiker
- Dutombé, Lothar (* 1925), deutscher Regisseur und Drehbuchautor
- Dutourd, Jean (1920–2011), französischer Schriftsteller, Journalist, Essayist und Mitglied der Académie française
- Dutournier, Charly (* 1994), französischer Fußballspieler
- Dutow, Alexander Iljitsch (1879–1921), russischer Offizier, zuletzt Generalleutnant und Kosakenführer im Russischen Bürgerkrieg
- Dutow, Nikolai Grigorjewitsch (1938–1992), sowjetisch-russischer Langstreckenläufer

### Dutr
- Dutra da Silva, Daniel (* 1988), brasilianischer Tennisspieler
- Dutra da Silva, Rogério (* 1984), brasilianischer Tennisspieler
- Dutra e Melo, Emilio (* 1955), brasilianischer Bogenschütze
- Dutra, Antônio Monteiro (* 1973), brasilianischer Fußballspieler
- Dutra, Augusto (* 1990), brasilianischer Stabhochspringer
- Dutra, Carlos (* 1989), uruguayischer Fußballspieler
- Dutra, Joacy Freitas (1937–1990), brasilianischer Fußballspieler
- Dutra, Olívio (* 1941), brasilianischer Politiker
- Dutra, Randy, Filmtechniker
- Dutreeuw, Marc (* 1960), belgischer Schachspieler
- Dutreil, Renaud (* 1960), französischer Politiker, Mitglied der Nationalversammlung
- Dutreuil de Rhins, Jules Léon (1846–1894), französischer Schriftsteller, Seefahrer, Entdecker
- Dutrey, Honoré (1894–1935), US-amerikanischer Jazz-Posaunist
- Dutrieu, Hélène (1877–1961), belgische Pilotin und Pionierin der Luftfahrt
- Dutrochet, Henri (1776–1847), französischer Botaniker
- Dutronc, Jacques (* 1943), französischer Chansonnier und Schauspieler
- Dutronc, Thomas (* 1973), französischer Gitarrist und Sänger
- Dutroux, Marc (* 1956), belgischer SerienmörderMarc Dutroux (* 1956)

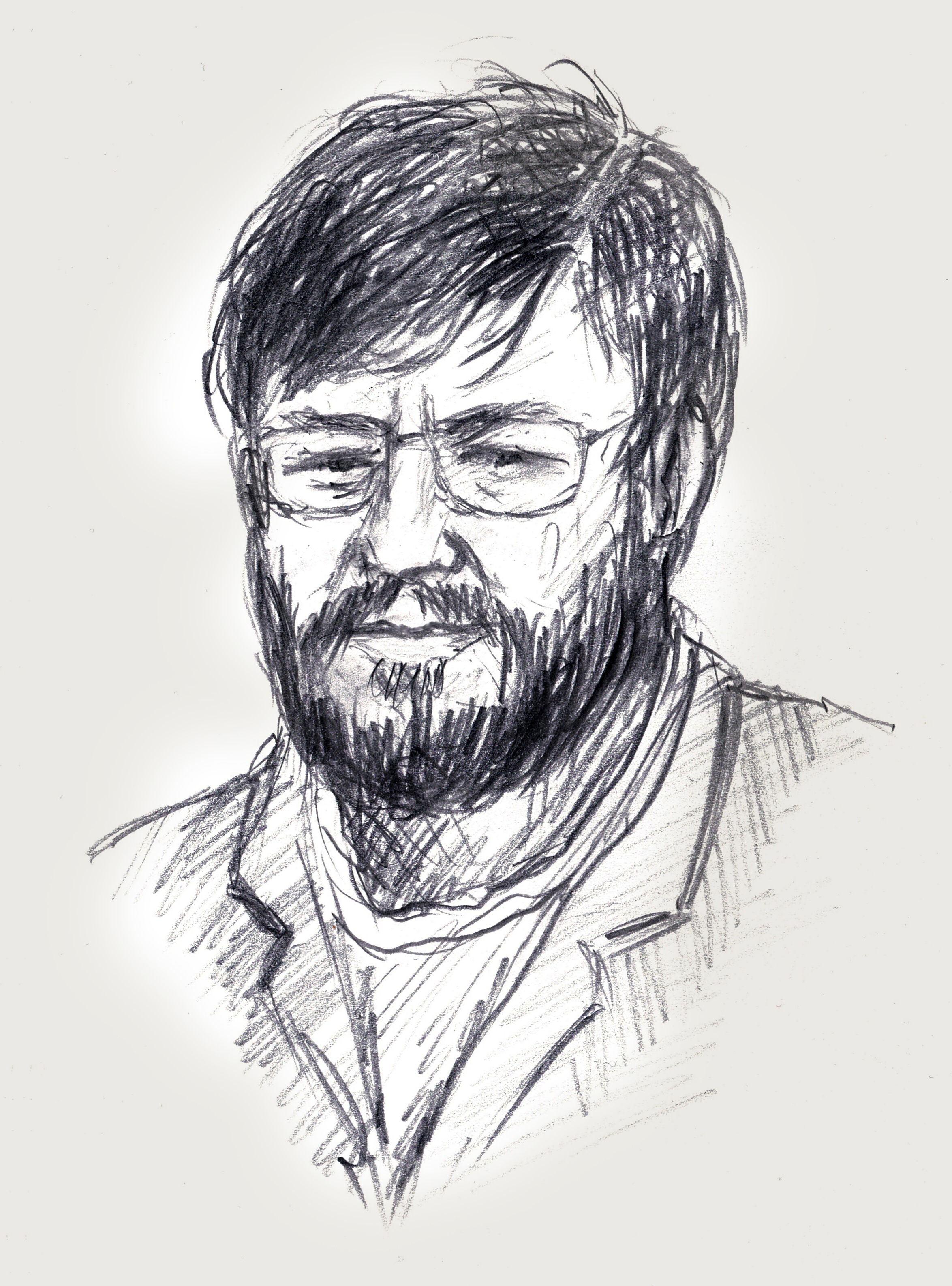
Marc Dutroux (* 1956)

- Dutruel, Richard (* 1972), französischer Fußballspieler

### Duts
- Dütsch, Georg (1857–1891), russischer Dirigent, Komponist und Volksliedsammler
- Dütsch, Hans Ulrich (1917–2003), Schweizer Atmosphärenphysiker und Hochschullehrer
- Dütsch, Irma (* 1944), Schweizer Köchin
- Dütsch, Otto (1823–1863), dänischer Komponist
- Dütsch, Werner (1939–2018), deutscher Filmwissenschaftler, Fernsehredakteur und Produzent
- Dutschidse, Lewan (* 1978), georgischer Wirtschaftswissenschaftler und Diplomat
- Dutschke, Jennyfer (* 1986), deutsche Politikerin (FDP), MdHB
- Dütschke, Kurt (1892–1955), deutscher Admiralarzt der Kriegsmarine
- Dutschke, Rudi (1940–1979), deutscher StudentenführerRudi Dutschke (1940–1979)

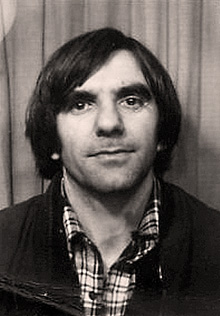
Rudi Dutschke (1940–1979)

- Dutschke-Klotz, Gretchen (* 1942), US-amerikanische Studenten-Aktivistin, Ehefrau von Rudi Dutschke
- Dütschler, Peter (* 1963), Schweizer Politiker (FDP.Die Liberalen)
- Dütschler, Ursula (* 1962), Schweizer Cembalistin, Hammerflügelspielerin und Pianistin
- Dutschmann, Dieter (1937–2013), deutscher Fußballspieler
- Dutschyminska, Olha (1883–1988), ukrainische Schriftstellerin, Literaturkritikerin, Übersetzerin, Journalistin, und Frauenrechtlerin
- Dutson, Guy (* 1969), britischer Ökologe, Ornithologe und Tierarzt

### Dutt
- Dutt, Aryan (* 2003), niederländischer Cricketspieler
- Dutt, Carsten (* 1965), deutscher Literaturwissenschaftler und Philosoph
- Dutt, Geeta (1930–1972), indische Playbacksängerin des Bollywoodkinos
- Dutt, Guru (1925–1964), indischer Filmregisseur, Schauspieler und Filmproduzent
- Dutt, Hermann (1934–1977), deutscher Architekt und Politiker (CDU)
- Dutt, Keshav (1925–2021), indischer Hockeyspieler
- Dutt, Kyra, indisches Model und Schauspielerin
- Dutt, Michael Madhusudan (1824–1873), bengalischer Schriftsteller, Dichter und Dramatiker
- Dutt, Nirupama (* 1955), indische Autorin
- Dutt, Rajani Palme (1896–1974), britischer kommunistischer Politiker, Journalist und Autor
- Dutt, Robin (* 1965), deutscher FußballtrainerRobin Dutt (* 1965)

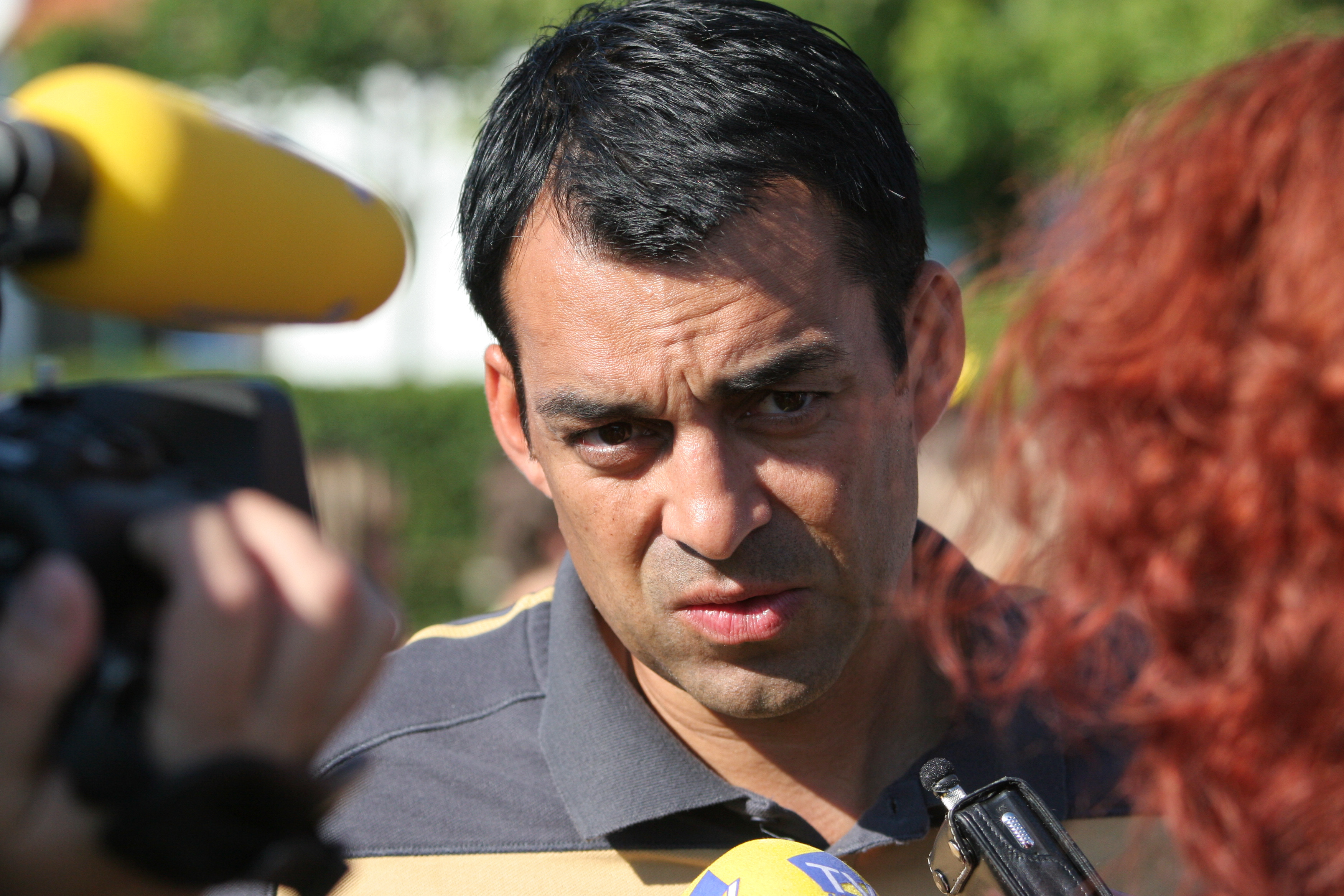
Robin Dutt (* 1965)

- Dutt, Sanjay (* 1959), indischer Schauspieler
- Dutt, Shekhar (1945–2025), indischer Politiker
- Dutt, Stefan (1952–2024), deutscher Hörspielregisseur
- Dutt, Sunil (1929–2005), indischer Filmschauspieler, Sozialaktivist und Politiker
- Dutt, Toru (1856–1877), indische Autorin
- Dutt, Yogeshwar (* 1982), indischer Ringer
- Dútta, Amber (* 2003), italienische Schauspielerin und Tänzerin
- Dutta, Amit (* 1977), indischer Filmemacher und Schriftsteller
- Dutta, Anatol (* 1976), deutscher Rechtswissenschaftler
- Dutta, Divya (* 1977), indische Schauspielerin
- Dutta, Dulal (1925–2010), indischer Filmeditor
- Dutta, Jyoti Prakash (* 1949), indischer Filmregisseur und -produzent
- Dutta, Lara (* 1978), indische SchauspielerinLara Dutta (* 1978)

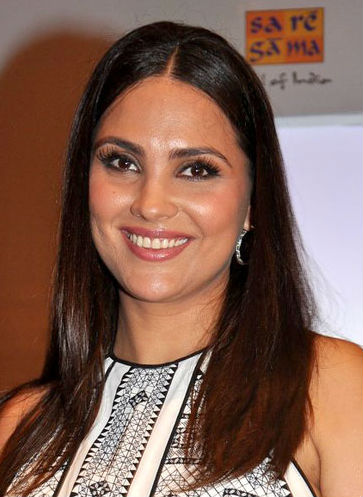
Lara Dutta (* 1978)

- Dutta, Madhusree (* 1959), indische Autorin, Kuratorin und Filmemacherin
- Dutta, Nikhil (* 1994), kanadischer Cricketspieler
- Duttenhoefer, Thomas (* 1950), deutscher Bildhauer
- Duttenhofer, Anton (1812–1843), deutscher Kupferstecher
- Duttenhofer, Christian (1778–1846), deutscher Kupferstecher
- Duttenhofer, Christian Friedrich (1742–1814), deutscher evangelischer Theologe, Dekan und Oberkonsistorialrat
- Duttenhofer, Christoph Friedrich (1724–1782), deutscher Pfarrer und Seidenproduzent
- Duttenhöfer, Herta (* 1912), deutsche Chemikerin und Richterin am Bundespatentgericht
- Duttenhofer, Jakob Friedrich († 1769), deutscher Politiker sowie Spital- und Bürgermeister in Nürtingen und Nürtingens Vertreter im Landesparlament
- Duttenhofer, Karl August Friedrich von (1758–1836), deutscher Wasserbaumeister, württembergischer Baubeamter
- Duttenhofer, Luise (1776–1829), deutsche Scherenschnittkünstlerin
- Duttenhofer, Max (1843–1903), deutscher Unternehmer und Erfinder des rauchlosen SchießpulversMax Duttenhofer (1843–1903)

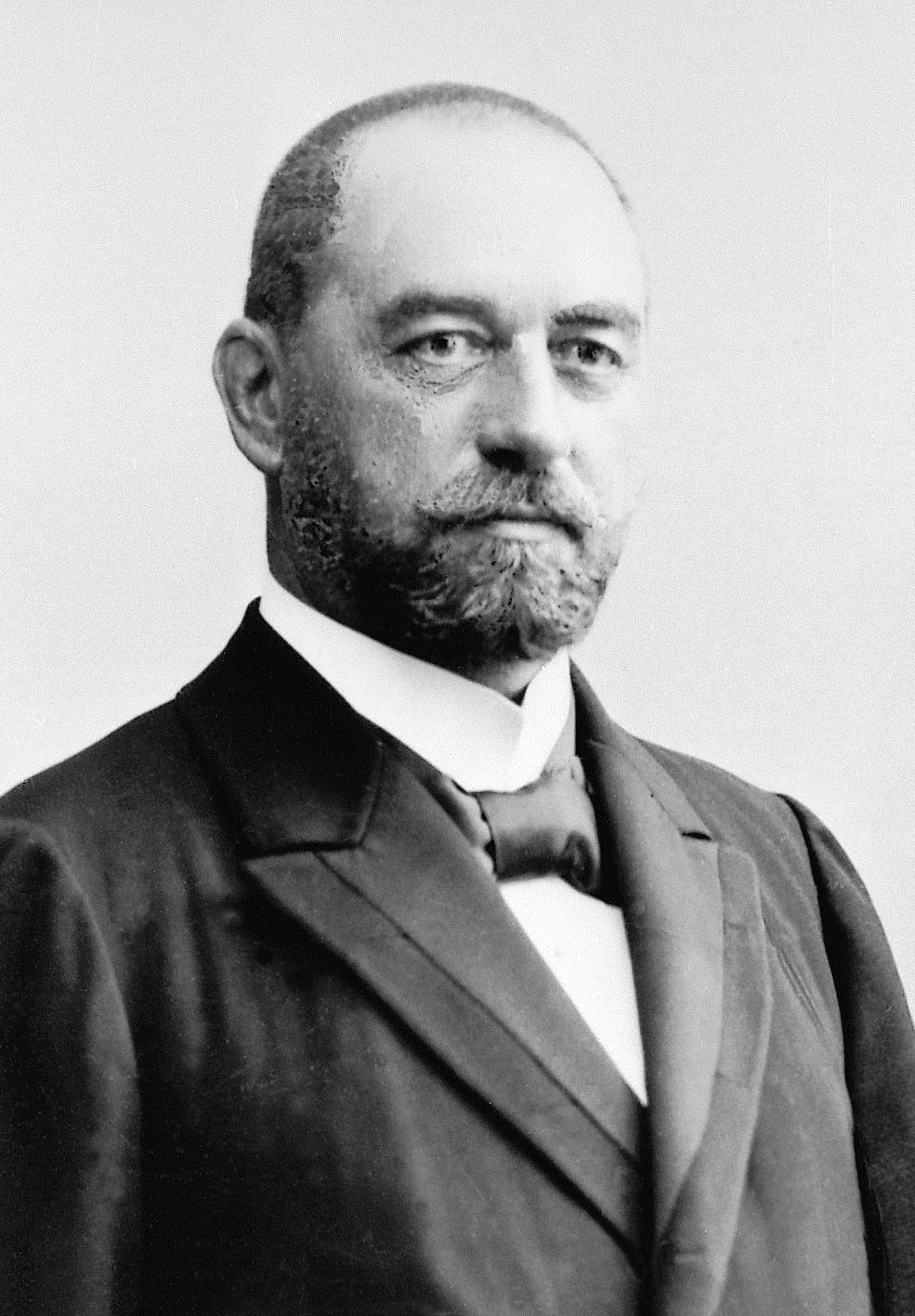
Max Duttenhofer (1843–1903)

- Duttge, Gunnar (* 1966), deutscher Strafrechtler und Hochschullehrer
- Duttine, John (* 1949), britischer Film- und Theaterschauspieler
- Dütting, Christian (1862–1921), deutscher Bergbauingenieur und Manager in der Montanindustrie
- Dütting, Hans (1903–1966), deutscher Ingenieur und Funktionär des Deutschen Alpenvereins
- Duttler, Herbert (* 1948), deutscher Maler
- Duttlinger, Johann Georg (1788–1841), badischer Jurist und Politiker
- Duttlinger, Johannes († 1429), Abt im Kloster St. Blasien
- Düttmann, Werner (1921–1983), deutscher Architekt
- Düttmann-Braun, Renate (* 1944), deutsche Politikerin (CDU), MdL
- Dutto, Pietro (* 1989), italienischer Biathlet
- Dutton, Brett (* 1966), australischer Radrennfahrer
- Dutton, Charles S. (* 1951), US-amerikanischer SchauspielerCharles S. Dutton (* 1951)

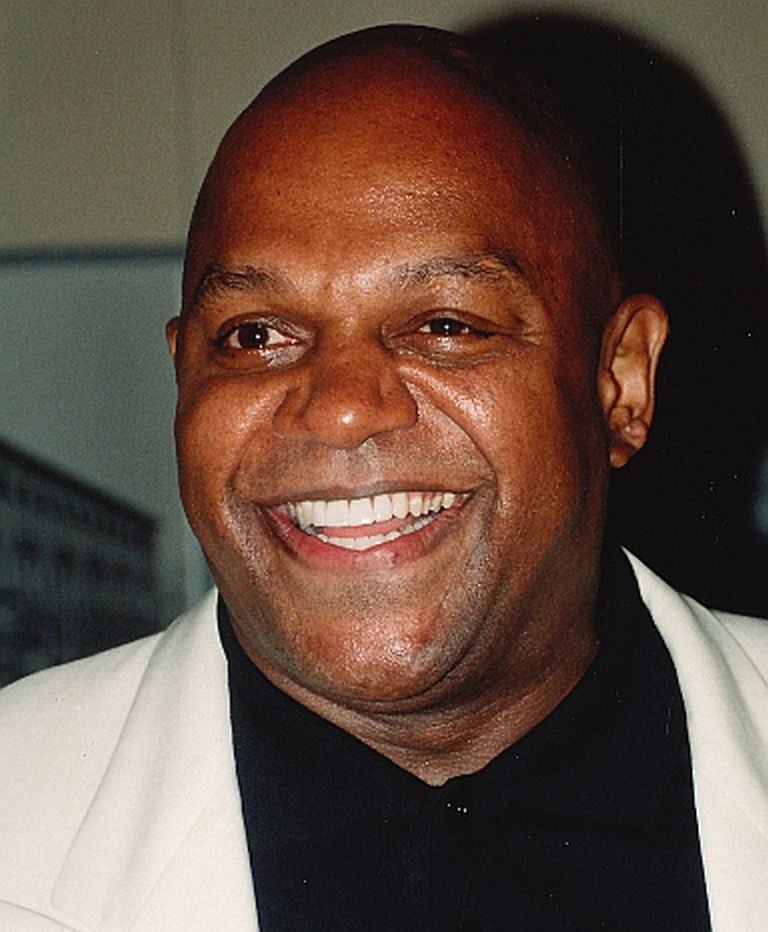
Charles S. Dutton (* 1951)

- Dutton, Clarence Edward (1841–1912), US-amerikanischer Geologe
- Dutton, Denis (1944–2010), US-amerikanischer Autor, Internetunternehmer und Philosoph
- Dutton, Edwin (1890–1972), deutsch-englischer Fußballspieler und -trainer
- Dutton, Eric (1883–1968), britischer Lacrossespieler
- Dutton, Francis (1818–1877), australischer Unternehmer und Politiker, zweimaliger Premierminister von South Australia
- Dutton, Fred (* 1928), US-amerikanischer Jazzmusiker
- Dutton, George (1899–1977), US-amerikanischer Filmtechniker, Tontechniker und Tonmeister
- Dutton, Henry (1796–1869), US-amerikanischer Politiker und Jurist
- Dutton, James Patrick (* 1968), US-amerikanischer Astronaut
- Dutton, Jess, kanadischer Diplomat
- Dutton, Kevin (* 1967), britischer Psychologe und Autor
- Dutton, Marsha (* 1942), US-amerikanische Anglistin
- Dutton, Paul (1943–2025), kanadischer Poet, Autor und Improvisationsmusiker
- Dutton, Peter (* 1970), australischer Politiker (Liberal Party of Australia) und Migrationsminister
- Dutton, Phillip (* 1963), australischer Vielseitigkeitsreiter
- Dutton, Red (1898–1987), kanadischer Eishockeyspieler und -trainer, Präsident der National Hockey League
- Dutton, Samuel Train (1849–1919), US-amerikanischer Pädagoge und Friedensaktivist
- Dutton, Simon (* 1958), englischer Schauspieler
- Dutton, William (* 1989), kanadischer Eisschnellläufer
- Duttweiler, Gottlieb (1888–1962), Schweizer Unternehmer, Politiker (LdU), Journalist und PublizistGottlieb Duttweiler (1888–1962)

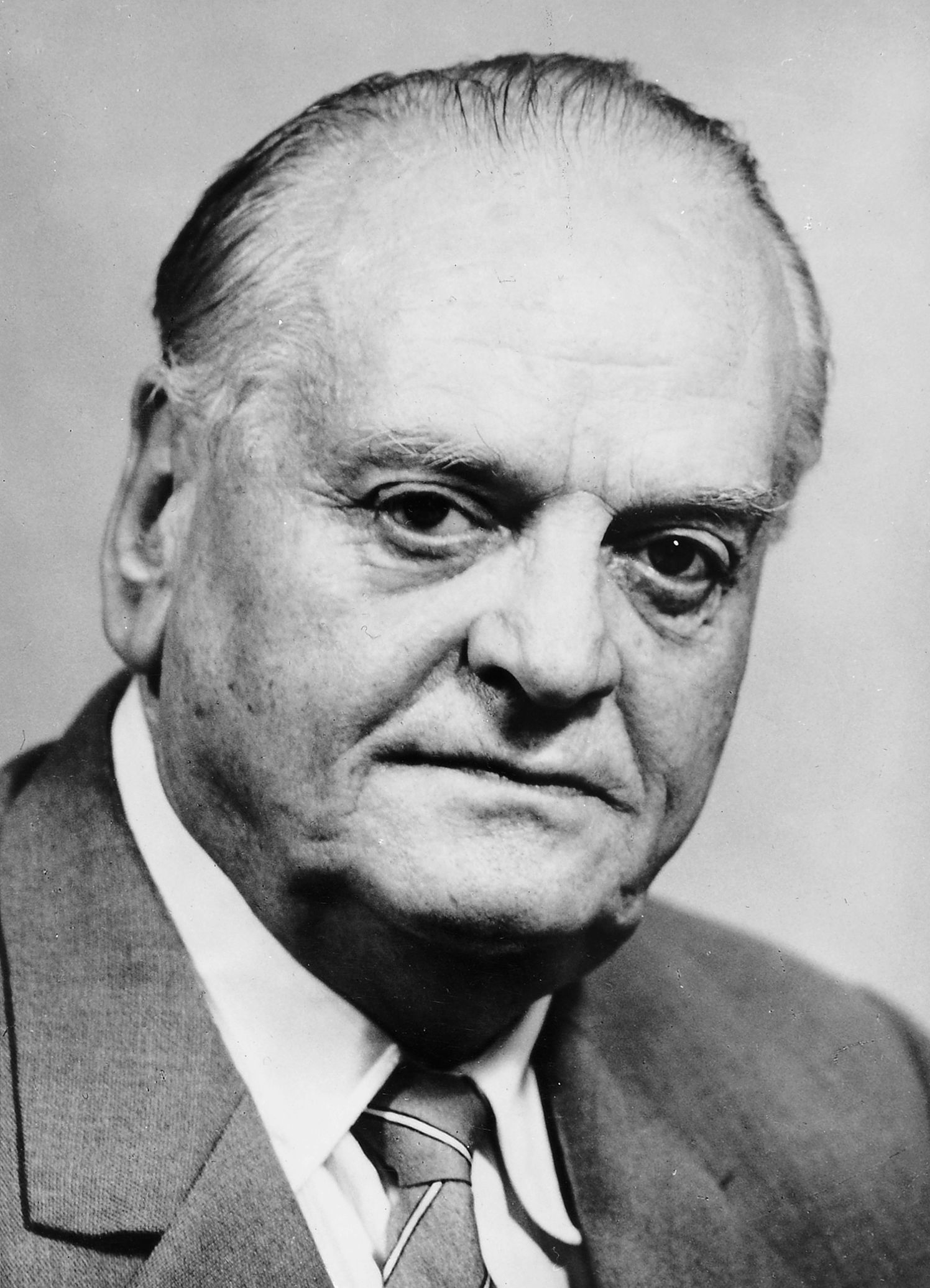
Gottlieb Duttweiler (1888–1962)

- Duttweiler-Bertschi, Adele (1892–1990), Schweizer Gattin des Migros-Gründers Gottlieb Duttweiler

### Dutu
- Duțu, Maria (* 2001), rumänische Badmintonspielerin

### Duty
- Duty, Kenton (* 1995), US-amerikanischer Schauspieler

### Dutz
- Dutz, Brad (* 1960), US-amerikanischer Perkussionist
- Dutz, Harald (1914–2010), deutscher Mediziner, Nephrologe
- Dütz, Wilhelm (* 1933), deutscher Jurist und Hochschullehrer
- Dutzi, Konstanze (* 1974), österreichische Schauspielerin
- Dutzler, Herbert (* 1958), österreichischer Schriftsteller
- Dutzmann, Martin (* 1956), deutscher evangelisch-reformierter Theologe